# 崎戸町
崎戸町（さきとちょう）は、かつて長崎県にあった町。西彼杵郡に属した。
2005年（平成17年）4月1日に西彼杵郡西彼町、大瀬戸町、西海町、大島町と対等合併し市制施行、西海市となり消滅した。

## 地理
長崎県の西彼杵半島北西沖の離島である蛎浦島と西隣の崎戸島、さらに五島列島の中通島との間にある江島、平島と周辺島嶼部を行政区域とした。町役場は蛎浦島に立地していた。
現在はいずれも西海市の一部となっている。

### 地名
旧来の崎戸町域は郷を、江島・平島は大字を行政区域とする。
- 蠣浦郷（かきのうら）
- 本郷
- 平島 ※郷は無し
- 江島 ※郷は無し

## 歴史
元々は捕鯨を中心としたひっそりとした漁村であったが、1880年代の終わりに本郷芋島付近で漁夫によって炭塊（石炭）が発見されたことをきっかけに、炭鉱産業の村へと様変わりしていった。石炭が「黒いダイヤ」と呼ばれた採掘の最盛期には、人口は2万5000人余りまで増加し、映画館から病院、商店街が広がる町は活況を呈した。なお最盛期には年間100万トンを出炭していた。
2003年、炭鉱労働者のアパートの廃墟群が映画『バトル・ロワイアルII 鎮魂歌』の撮影で使われたことなどをきっかけとして、島の懐古的雰囲気が静かなブームとなる。
2004年、炭鉱記念公園に井上光晴の文学碑が建立される。

### 年表
- 江戸時代までは大村氏の領地であった。
- 1874年（明治7年）4月 - 学制に基づき、蠣浦小学校と崎戸小学校の2校を創立。
- 1885年（明治18年）7月 - 区制を改定し、黒瀬村と崎戸村を統合し、戸長役所を黒瀬村に設置。
- 1907年（明治40年）11月 - 資本金500万円で九州炭坑汽船株式会社が創設され、石炭採掘に着手。
- 1930年（昭和5年）4月1日 - 昭和小学校を創立。
- 1931年（昭和6年）10月1日 - 鉱業の発展にともない、人口が急増し町制を施行し、「崎戸町」となる。当時の人口は17,639人。
- 1940年（昭和15年） - 九州炭坑汽船が三菱鉱業に合併。
- 1947年（昭和22年）4月1日 - 崎戸中学校を創立。
- 1954年（昭和29年）4月1日 - 浅浦小学校を創立（昭和小学校から分離独立）。
- 1956年（昭和31年）9月1日 - 町村合併法により江島村、平島村を編入。人口25,195人。
- 1961年（昭和36年）- 中戸大橋の完成により、大島と蛎浦島がつながる。
- 1967年（昭和42年）- 崎戸橋の完成により、崎戸港（蛎浦島）の入り江が結ばれる。
- 1968年（昭和43年）
  - 3月17日 - 崎戸炭鉱が閉山。人口が急減する。
  - 4月1日 - 児童数急減により、町内の小学校4校（蠣浦・崎戸・昭和・浅浦）を統合し、崎戸町立崎戸小学校とする。
- 1971年（昭和46年）- 本郷橋の完成により、崎戸島と蛎浦島がつながる。
- 1999年（平成11年）11月11日 - 大島大橋の開通により、本土（西海町中浦北郷）と大島町経由でつながる。

### 行政区域の変遷
- 1868年（明治元年） - 長崎府の管轄に属する。
- 1869年（明治2年）- 長崎県の管轄に属する（長崎府が長崎県に改称）。
- 1871年（明治4年）- 廃藩置県により大村県に属し、間もなく大村県は長崎県に統合される。
- 1878年（明治11年）
  - 10月 - 郡区町村編制法の長崎県での施行により、西彼杵郡に属する。
  - 江島村が平島村に合併。
- 1886年（明治19年） - 平島村の一部が分立して江島村となる。
- 1889年（明治23年）4月 - 町村制の施行により、後の町域にあたる西彼杵郡崎戸村、江島村、平島村がそれぞれ単独村制にて成立。
  - 自治体として発足した当時の崎戸村の戸数は240戸、人口1,000人余り。崎戸村役場を蠣浦郷に設置する。
- 1931年（昭和6年）10月1日 - 崎戸村が町制施行。崎戸町となる。
- 1956年（昭和31年）9月1日 - 江島村・平島村を崎戸町に編入。
- 1961年（昭和36年）11月20日 - 平島の一部、相ノ島[1]を南松浦郡有川町（現：新上五島町）に編入。
- 2005年（平成17年）4月1日 - 西彼杵郡西彼町、大瀬戸町、西海町、大島町と合併し市制施行。西海市が発足し、崎戸町は自治体として消滅。

## 地域

### 教育
合併直前の2005年（平成17年）3月時点で、小学校3校、中学校3校。
- 崎戸町立崎戸中学校
- 崎戸町立崎戸小学校
- 崎戸町立江島小中学校（小中併設校）
- 崎戸町立平島小中学校（小中併設校）

## 交通

### 道路
- 長崎県道15号崎戸大島線

### 航路
- 崎戸商船
  - 佐世保港（佐世保市） - 崎戸（蛎浦島） - 江島 - 平島 - 友住（南松浦郡新上五島町・中通島）